# محمد بن مقيل
محمد بن مقيل (1054 هـ، طرابلس - 1100 هـ) من علماء أهل السنة والجماعة، وهو من أئمة المالكية والصوفية، تولّى الإفتاء في طرابلس، ومن أساتذته: أحمد المكني، اشتهر بالشعر والنظم والنثر، ويوصف بأنه من المتبحرين في اللغة العربية.